# Jornal barlavento
Barlavento é um jornal regional do Algarve.
O jornal já ultrapassou a sua edição 1600, tendo mais de três décadas de existência.
Em 2006, foi distinguido com o Prémio Gazeta Imprensa Regional, o prémio de jornalismo mais importante de Portugal.
Foi o jornal mais lido no Algarve, tendo atingido 7,2 por cento de audiência, segundo o Estudo Bareme Imprensa Regional referente a 2007, produzido pela Marktest, a nível nacional.

## Mais de três décadas de história
O semanário «barlavento», com sede em Portimão, foi fundado em 1975, por Helder Nunes, seu director até 2014. O primeiro número foi editado no dia 26 de Abril de 1975. Em 2000, o jornal foi comprado pelo Grupo Alicoop/Alisuper (que detém 90% do capital da empresa proprietária do título), uma nova situação que permitiu investir na contratação de uma redacção totalmente profissional.
Em 2000, foi também feita uma profunda reformulação gráfica do jornal, tendo-se procedido ao relançamento do «barlavento» através de uma forte campanha publicitária. Em Maio de 2003, o «barlavento» sofreu uma nova reformulação gráfica, mais ligeira, que passou pelo refrescar da imagem e pela actualização do seu logótipo, de modo a acompanhar a evolução dos leitores e do próprio mercado.
No dia 26 de Abril de 2007, assinalando os seus 32 anos de publicação, o «barlavento» surgiu, mais uma vez, com novo grafismo, mais uma vez acompanhando as novas tendências do mercado e do grafismo de jornais a nível mundial.
Outra aposta que foi feita foi na modernização dos meios tecnológicos à disposição da Redacção, da Paginação e do Tratamento de Imagem. Exemplo deste processo é a edição do barlavento.online, disponível desde Julho de 2005.
Primando por um jornalismo de referência na região, o «barlavento» chegou a ser um marco na informação algarvia. Com uma tiragem média de 7500 exemplares por edição, o jornal chegava a um número de assinantes cada vez maior, graças ao aumento da qualidade do jornal, à aposta na sua divulgação e à estratégia de apoio a iniciativas de carácter cultural, social e desportivo na região.
Em 2006, o semanário «barlavento» foi distinguido com o Prémio Gazeta Imprensa Regional, o prémio de jornalismo mais importante de Portugal, atribuído pelo Clube de Jornalistas.
Em 2014, o jornal é comprado e passa a ser dirigido pelo Grupo Open Media www.open-media.net
Ganha uma nova imagem, conteúdos e ainda uma Revista Barlavento.
Com mais de três décadas de vida, o «barlavento» é hoje dirigido por Bruno Filipe Pires.

## Jornal regional do Algarve
O «barlavento» chegou a ser jornal regional mais lido no Algarve, atingindo 7,2 por cento de audiência, segundo o Estudo Bareme Imprensa Regional referente a 2007, produzido pela Marktest, a nível nacional.
Na altura, isso traduziu-se numa subida consistente nas audiências do «barlavento», que se cifravam em 6,9 por cento, de acordo com os mesmos estudos Estudos Bareme Imprensa Regional, referentes aos anos de 2004/2005 e 2005/2006. Trata-se de um estudo de audiências de imprensa produzido pela empresa Marktest, a nível nacional.
Assim sendo, o semanário «barlavento» manteve-se durante anos como o mais lido em todo o Algarve, já que o segundo jornal do ranking da região se ficava pelos 5,8 por cento de audiência e o terceiro pelos 4,2 por cento.
Os dados de 2007 indicavam que o «barlavento» era lido sobretudo por um público jovem e que a maioria dos que preferem este semanário algarvio pertencem às classes A/B (alta e média/alta) e média/média.
Eram, portanto, de leitores em idade activa, com poder de compra e que desempenham funções de natureza directiva nos vários sectores da sociedade algarvia.
Assim, a maior parte dos leitores do «barlavento», segundo o Barómetro Marktest Imprensa Regional, tinham entre 25 e 44 anos (59,7 por cento do total de leitores).
10,1 por cento tinham entre 45 e 54 anos, 15,4 entre 55 e 64 anos, 7,8 tinham mais de 64 anos e 7,1 por cento tinham entre 15 e 24 anos.
Quanto à classe social, e ainda de acordo com os dados do Barómetro Marktest, 36,6 por cento dos leitores do «barlavento» pertenciam à classe A/B, o que significa uma percentagem muito acima da média na região algarvia das pessoas dessa classe alta que costumam ler jornais regionais, que se fica pelos 19,6 por cento.
Além do mais, 40,1 por cento dos nossos leitores pertenciam à classe média/média, 15,5 por cento à média/baixa e apenas 7,8 por cento à classe baixa.
Em termos de ocupação/profissão, a esmagadora maioria dos leitores do «barlavento» eram activos (76,8 por cento), enquanto apenas 23,2 são não activos.